# Бразильская социал-демократическая партия
Бразильская социал-демократическая партия (порт. Partido da Social Democracia Brasileira; в дословном переводе — «Партия бразильской социал-демократии») — бразильская правоцентристская политическая партия.
Номер в избирательных бюллетенях — 45. Вопреки названию и социал-демократическому самоопределению при основании, во власти проводила правоцентристскую политику и не связана с профсоюзным движением. Партия основана 25 июня 1988 года. В течение многих лет её президентом был Фернанду Энрике Кардозу.

## История
Партия основана 25 июня 1988 года членами Партии бразильского демократического движения (ПБДД) в результате раскола в ПБДД. Манифестом БСДП стало: «демократия как фундаментальная ценность» и «социальная справедливость, как цель, которая должна быть достигнута».
Первая программа партии исходила из сочетания рыночных принципов и государственного регулирования. Основой экономической системы бразильские социал-демократы считали частную собственность, но одновременно они обещали развивать кооперативные формы собственности и обеспечить эффективность работы государственного сектора. БСДП поддерживала идеи аграрной реформы, социальной справедливости, децентрализации, «демократии участия» и бесплатного образования. Она требовала создания новых рабочих мест, увеличения зарплаты, выплаты пособий по безработице, компромисса между предпринимателями и наемными работниками.
В 1994 лидер БСДП видный социолог Фернанду Кардозу одержал победу на президентских выборах, получив 54 % голосов. В 1998 он был переизбран на этот пост. Оказавшись у власти, социал-демократы провели существенные экономические реформы, включая широкую системную приватизацию, всемерное привлечение иностранного капитала и сокращение расходов на социальные нужды. По существу, не удалось осуществить изменения в аграрной области. Успехи в деле экономической и финансовой стабилизации, снижения инфляции и увеличения экономического роста, сменились в конце 1990-х новым кризисом.
В условиях широкого недовольства неолиберальной экономической политикой правительства кандидат БСДП министр здравоохранения Жозе Серра, обещавший некоторое смягчение проводимого курса, потерпел поражение на президентских выборах 2002. Он набрал 23,2 % голосов в первом туре и 38,7 % во втором.
На президентских выборах 2006 года кандидат БСДП Жералду Алкмин в первом туре занял второе место, набрав 41,6 % голосов. Во втором туре набрал 39,17 % голосов и проиграл президенту Лула да Силва. На выборах 2006 набрала 65 мест в парламенте (всего 513 мест).
На президентских выборах 2010 года БСДП снова выдвинула кандидатом Жозе Серра. В первом туре Серра набрал 32,6 %, во втором туре проиграл Дилме Русеф, набрав 43,95 % голосов.
На президентских выборах 2014 года кандидатом БСДП стал сенатор от штата Минас-Жерайс Аэсио Невес, занявший в обоих турах второе место с результатом в первом туре 33,6 %, во втором — 48,4 %.
На президентских выборах 2018 года кандидат от БСДП — председатель партии Жералду Алкмин занял четвертое место, получив 4,76 % голосов.